# Neoaiptasia commensali
Neoaiptasia commensali är en havsanemonart som beskrevs av Parulekar 1969. Neoaiptasia commensali ingår i släktet Neoaiptasia och familjen Aiptasiidae. Inga underarter finns listade i Catalogue of Life.